# Ambrosi Spinola

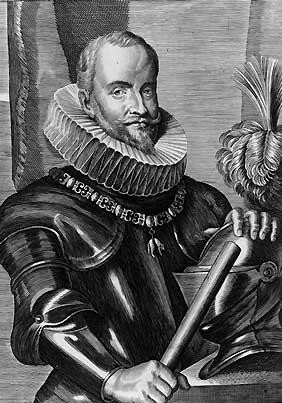
Ambrosio Spinola, segons un gravat de l'època

Ambrosi Spinola Doria —en italià Ambrosio Spinola—, marqués dels Balbasos (1569-1630), fou un general espanyol d'origen genovès, capità general dels Països Baixos espanyols i comandant de l'exèrcit espanyol durant la guerra dels Vuitanta Anys. És famós per la presa de la ciutat brabançona de Breda i recordat com un dels últims grans caps militars de l'edat d'or espanyola.

## Orígens
Ambrosi Spinola descendia d'una família noble i rica de Gènova. Era el fill gran de Filipo Spinola, marqués de Sesto i Benafro, i de la seva dona Policena Cossino, filla del príncep de Salern.
Al segle xvi, la República de Gènova era un estat pràcticament en situació de protectorat sota el poder de l'imperi Espanyol. Els genovesos eren els banquers de la monarquia i tenien el control quasi total de les seves finances.
Alguns dels germans més joves d'Ambrosi Spinola van buscar fortuna a Espanya, i un d'ells, Frederic, va destacar com a soldat als Països Baixos espanyols. El germà major va quedar-se a Itàlia i es va casar el 1592 amb Joamma Bacciadona, filla del comte de Galeratta
Les cases de Spinola i Dòria rivalitzaven per exercir el poder en la República de Gènova. Ambrosi Spinola va continuar la rivalitat i amb el comte de Tursi, líder dels Dòria. Després d'un fracàs en un enfrontament judicial amb els Dòria decideix retirar-se de la ciutat i millorar la fortuna de la seva casa servint a la monarquia espanyola als Països Baixos espanyols. El 1602 ell i el seu germà Frederic entren en tractes amb el govern espanyol per ser contractats com a capitans de tropes mercenàries: una "condotta" segons el vell model italià.
Es tracta d'una aventura en la que Spinola va arriscar la totalitat de la gran fortuna de la seva família. Ambrosi Spinola es va encarregar de reclutar 1.000 homes per operacions militars terrestres, i Frederic es va encarregar de formar una esquadra de galeres per fer operacions a la costa. Diverses de les galeres de Frederic van resultar destruïdes pels vaixells de guerra anglesos quan anaven de camí a través del Canal de la Mànega. El mateix Frederic va resultar mort en acció amb els holandesos el 24 de maig de 1603. Ambrosi Spinola va recórrer amb el seu exèrcit una llarga distància per arribar a Flandes el 1602 amb els homes que havia reclutat. Durant els primers mesos, el govern espanyol va pensar en la possibilitat de fer-lo servir per envair Anglaterra, projecte que no va arribar a concretar-se. A finals d'any va tornar a Itàlia per aconseguir més homes.
La seva experiència real com a soldat no va començar fins que com a general, a l'edat de 34 anys, es va encarregar de continuar el setge d'Oostende el setembre del 1603. Les ruïnes de la plaça van caure a les seves mans el setembre del 1604.

## General al servei de la Casa d'Àustria
L'arxiduc Albert VII i la infanta Clara Eugènia, filla de Felip II d'Espanya, governadors dels Països Baixos, que havien desitjat profundament la possessió d'Oostende es van sentir molt complaguts amb el seu èxit en el setge, que li va valdre una alta reputació entre els soldats de l'època. Al tancament de la campanya va tornar a Espanya per organitzar amb la cort, que aleshores estava a Valladolid, la continuació de la guerra.
A Valladolid va insistir a realitzar la funció de comandant en cap als Països Baixos espanyols. A l'abril estava de nou a Brussel·les i va prendre part en la seva primera campanya. Les guerres dels Països Baixos espanyols consistien principalment en setges. Spinola es va fer famós pel nombre de places que va ocupar, tot i els esforços de Maurici de Nassau per socórrer-lo.
El 1606 va tornar al servei de la Monarquia d'Espanya i va ser rebut amb grans honors. Se li va confiar una missió secreta consistent en assegurar la governació dels Països Baixos espanyols en cas de mort de l'arxiduc o de la seva dona, però no va poder obtenir el títol de "Grande" que desitjava, i es va veure obligat a entregar en garantia la totalitat de la seva fortuna per avalar les despeses de guerra abans que els banquers donessin un fons a la corona espanyola.
Fins a la firma de la treva dels Dotze Anys el 1609, va continuar sent el comandament en el camp i generalment amb èxit. Després de la firma va continuar cap al seu destí, i se li va encarregar, entre altres tasques, conduir les negociacions amb França quan el príncep de Condé va fugir a Flandes amb la seva dona per posar-la fora de l'abast de l'admiració senil d'Enric IV de França.

## Zenit
El 1611, Spinola passava per dificultats financeres però va obtenir la seva desitjada "grandesa". El 1614 va prendre part en la Guerra de successió de Jülich capturant Aquisgrà i Wesel. Quan va esclatar la Guerra dels Trenta Anys es conduí una vigorosa campanya pel Baix Palatinat i va ser recompensat amb el grau de capità general.
En reprendre's la guerra amb les Províncies Unides el 1621, la República no tenia diners per reunir un exèrcit de camp car i això va donar la iniciativa a Spinola, que fracassà en l'intent de prendre Bergen-op-Zoom però va guanyar la victòria de la seva carrera amb la captura de Breda el 1625 després d'un llarg setge, tot i els esforços del príncep d'Orange Frederic Enric per salvar-la.

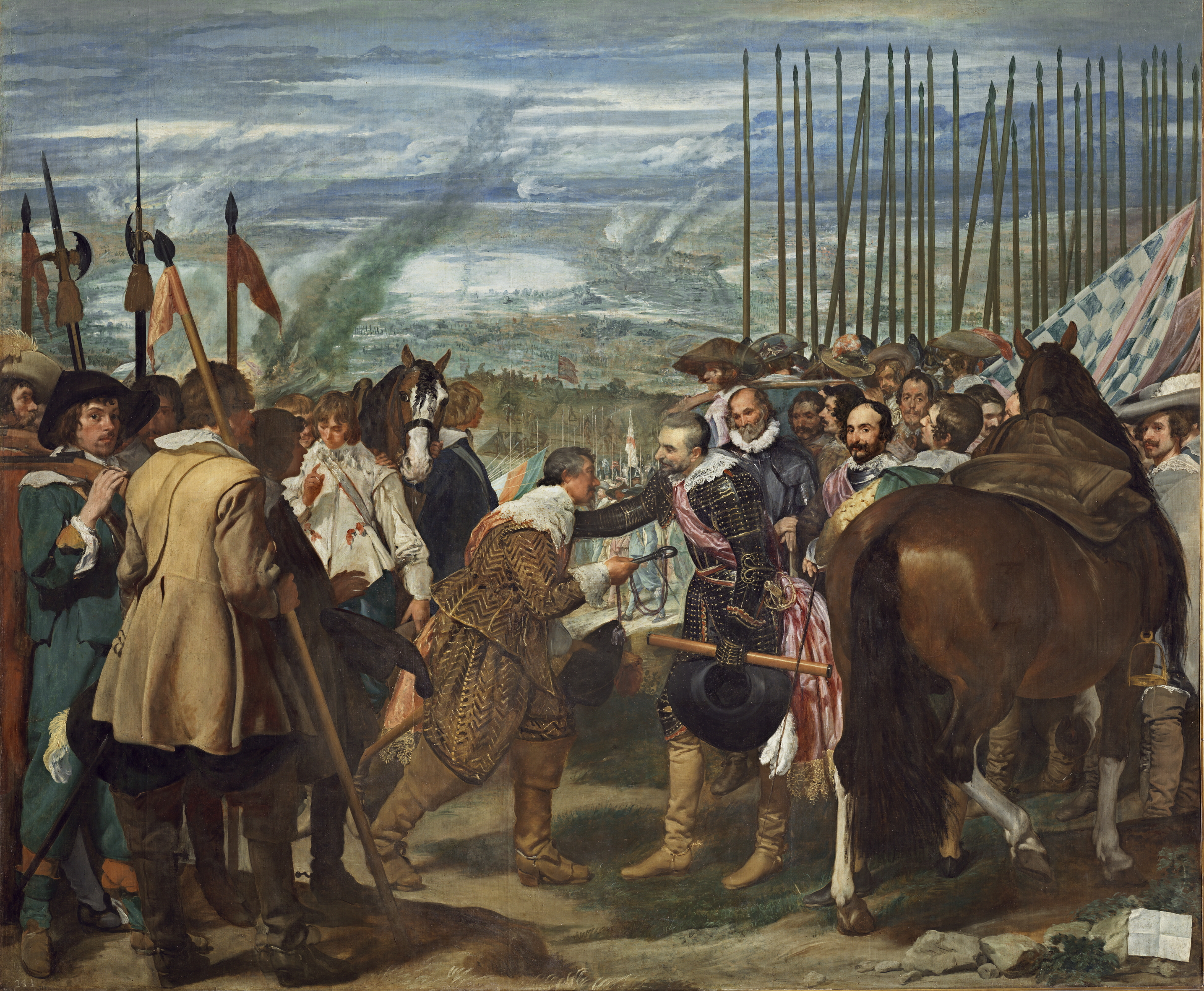
La rendició de Breda, quadre de Velázquez

La presa de Breda va ser la culminació de la carrera de Spinola. Però, la paràlisis del govern d'Espanya, la necessitat de diner, i el nou preferit, Gaspar de Guzmán y Pimentel, el comte-duc d'Olivares, envejós dels èxits del general va permetre que els holandesos es recuperessin. Spinola no va poder evitar que Frederic Enric de Nassau prengués Groenlo el 1627. Mentrestant, el govern d'Espanya va nomenar-lo plenipotenciari i general en la guerra de successió de Màntua. Spinola va desembarcar a Gènova el setembre del 1629 i va morir el 25 de setembre del 1630 en el setge de Casale.